# 사랑을 위하여 (1991년 영화)
《사랑을 위하여》(영어: Dying Young)는 미국에서 제작된 조엘 슈매커 감독의 1991년 로맨틱 드라마 영화이다. 마티 라임백의 동명 소설이 원작이며, 줄리아 로버츠 등이 출연하였고, 샐리 필드 등이 제작에 참여하였다.

## 출연
- 줄리아 로버츠
- 캠벨 스콧
- 빈센트 도노프리오
- 콜린 듀허스트
- 엘런 버스틴
- 데이비드 셀비
- 조지 마틴
- A.J. 존슨

## 기타 제작진
- 공동 제작: 덩컨 헨더슨
- 배역: 메리 골드버그
- 미술: 가이 J. 콘트와
- 의상: 수전 베커

## 우리말 녹음
MBC 성우진 (1995년 1월 7일)
- 김관철 - 빅터 (캠벨 스콧)
- 박영희 - 힐러리 (줄리아 로버츠)
- 이윤연 - 고든 (빈센트 도노프리오)
- 이영달
- 온영삼
- 한영숙
- 홍승옥
- 김명수
- 이종오